# Armoracia sisymbrioides
Armoracia sisymbrioides là một loài thực vật có hoa trong họ Cải. Loài này được (DC.) N.Busch ex Ganesh mô tả khoa học đầu tiên năm 1915.